# St. Peter und Paul (Andermatt)

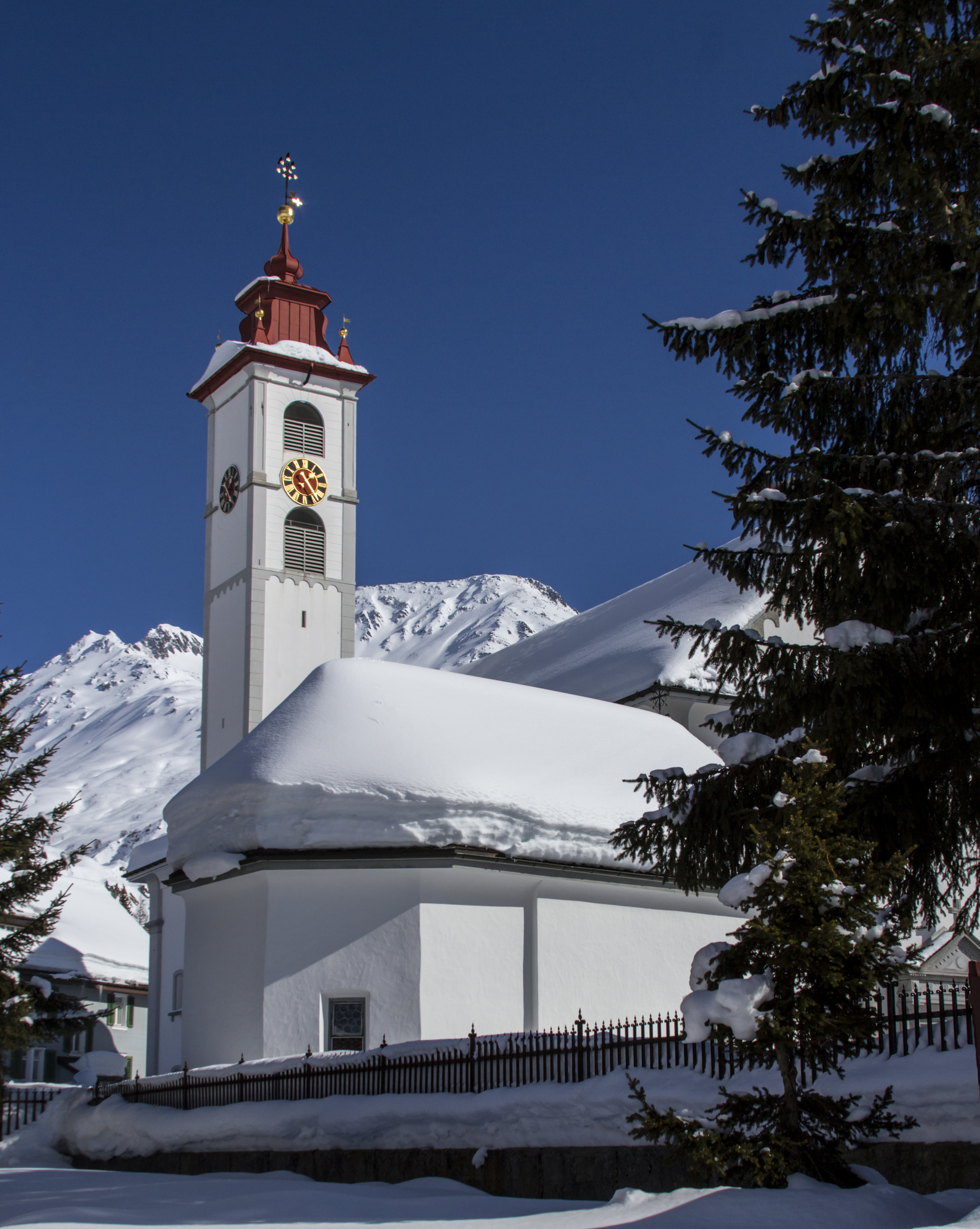
Pfarrkirche St. Peter und Paul, Andermatt

Die römisch-katholische Pfarrkirche St. Peter und Paul in Andermatt im Kanton Uri entstand von 1601 bis 1602 und wurde Ende des 17. Jahrhunderts sowie Mitte des 18. Jahrhunderts umgebaut und erweitert. Das im Barockstil gestaltete Gotteshaus wird zu den bedeutendsten Kirchen des Kantons Uri gezählt.

## Geschichte
Die erste Kirche in Andermatt, St. Kolumban, wurde um 1100 als Eigenkirche des Klosters Disentis am Fuss des Nätschen am Weg zum Oberalppass errichtet. Das Gotteshaus war Pfarrkirche für das ganze Urserental. Ein Pfarrer ist erstmals für 1203 urkundlich belegt. Um 1400 folgte im Rahmen der Verlagerung des Siedlungsraumes von Andermatt, wegen häufiger Lawinenniedergängen an den Fuss des Gurschen, eine neue Dorfkapelle St. Peter.
Der Grundstein für eine neue Pfarrkirche wurde am 12. September 1601 gelegt. Die Bauarbeiten nach Plänen des Baumeisters Johannes Schmid aus Hospental waren 1602 beendet. Die Konsekration durch den Churer Bischof Johann Flugi folgte 1607. Mitte des 1700 konnte sich die Pfarrei vom Kloster Disentis kirchenrechtlich lösen und 1688 wurde die Seelsorge dem Kapuzinerorden anvertraut.
1694 betreuten die Baumeister Bartholomäus Schmid aus Andermatt und Ignazius von Flüe aus Unterwalden Baumassnahmen einer umfangreichen Erweiterung. Diese umfassten den Neubau und die Erweiterung des Chores, die Errichtung des Querhauses und der Sakristei und die Vergrösserung des Langhauses.
Die wachsende Bevölkerungszahl erforderte eine Verlängerung des Kirchenschiffes von 1748 bis 1750. Die Neuweihe durch Bischof Johannes Baptist Anton von Federspiel war am 1. Juli 1759. Eine Renovierung wurde 1766 nach einem Dorfbrand durchgeführt. Eine umfangreiche Sanierung folgte 1903 bis 1905. Diese umfasste auch eine neobarocke Umgestaltung durch den Andermatter Architekten Georges Meyer. Dabei wurden unter anderem die barocken Deckengemälde durch Neuschöpfungen ersetzt. Von 1990 bis 1996 betreute der Architekt Ruedi Kreienbühl aus Andermatt im Rahmen einer Restaurierung der Fassade und des Innenraums die weitgehende Wiederherstellung des ursprünglichen Raumeindrucks des 18. Jahrhunderts.

## Baubeschreibung

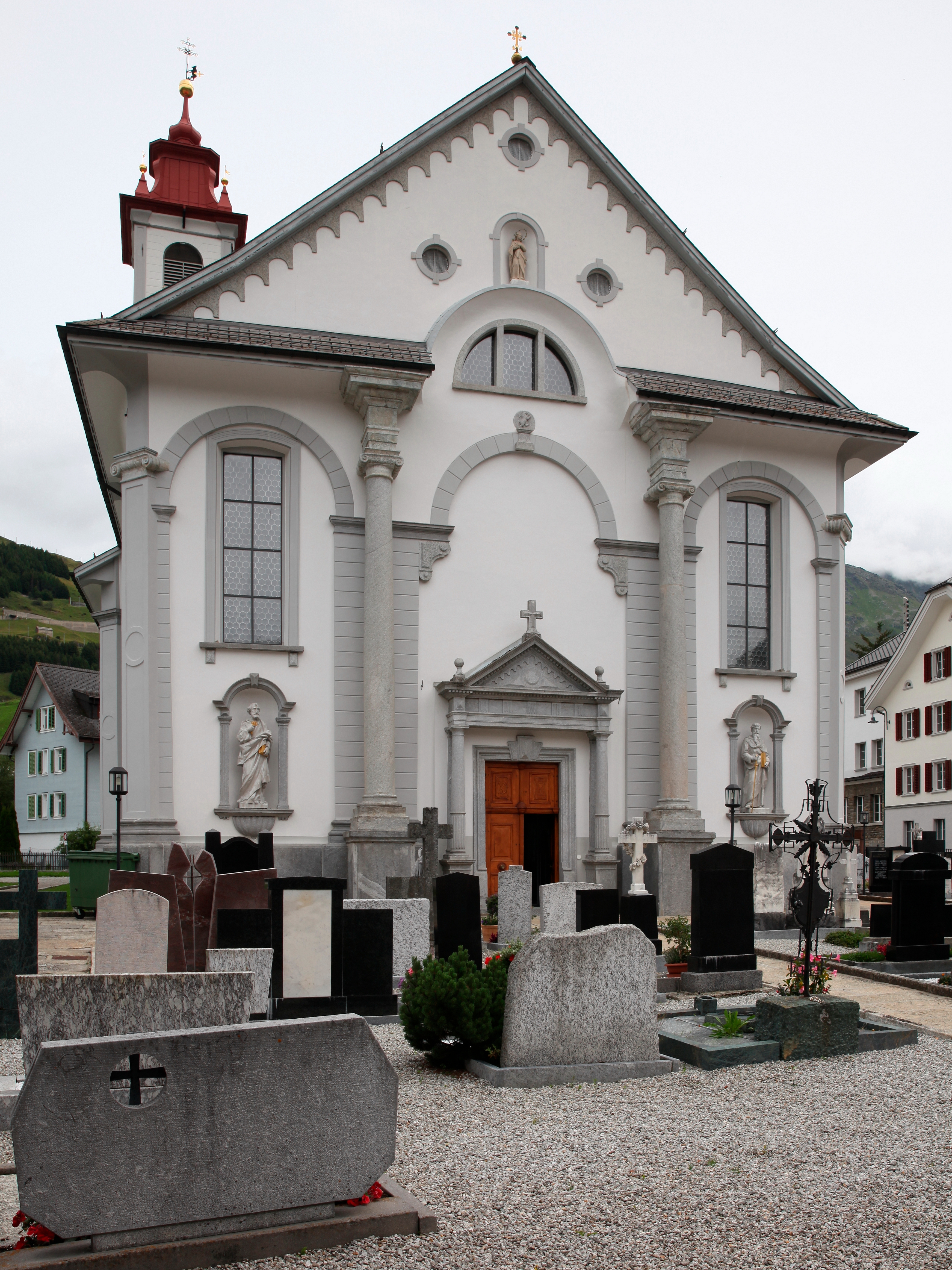
Westportal

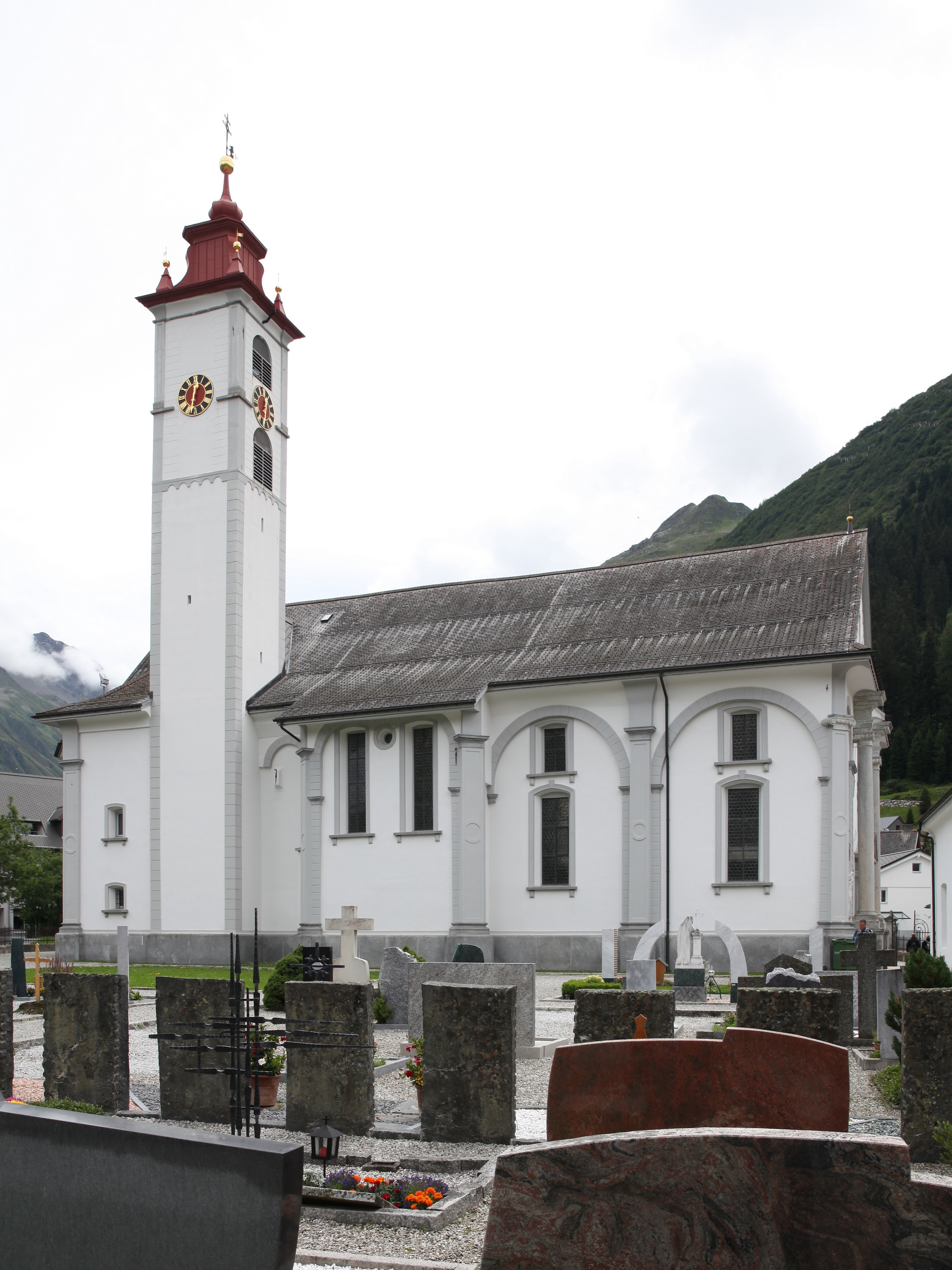
Nordfassade

Die Pfarrkirche steht am nordwestlichen Rand des Ortskernes inmitten des Friedhofs. Markant ist die westliche, dreiachsige Giebelfassade mit einem Dreiecksgiebel mit umlaufendem Blendbogenfries. Die seitlichen Felder sind durch über Eck gestellte Pilaster mit ionischen Kapitellen, freistehende Säulen aus grauem Granit und ein vorkragendes Kranzgesims eingefasst. Im unteren Bereich befinden sich Nischen mit Holzfiguren der Kirchenpatrone Petrus und Paulus. Darüber sind ein schmales, segmentbogiges Fenster und eine gequaderte Blendbogenarkade toskanischer Ordnung vorhanden. In der Giebelmitte steht das Eingangsportal, bestehend aus einem Dreiecksgiebel, getragen von toskanischen Säulen. Darüber befinden sich ein Blendbogen mit einem Schlussstein, der das Wappen des Urserental, den Bären trägt, ein dreiteiliges Fenster mit segmentbogigem Schluss und eine Rundbogennische mit einer Madonnenfigur.
Auch die Längsseiten des Langhauses gliedern toskanische Pilaster mit Kapitellen und Blendarkaden. Die beiden westlichen Achsen haben zwei übereinander angeordnete segmentbogige Fenster. Die dritte Achse ist als Risalit mit übereck gestellten Pilastern und Doppelarkade sowie zwei schmalen nebeneinander angeordneten Fenstern gestaltet.
Die Fassade des an der Nordostecke stehenden, schlanken Kirchturms ist im unteren Teil durch weisse, glatte Mauerflächen und graue gequaderte Eckvorlagen gegliedert. Die Obergeschosse haben gequaderte Wandflächen und rundbogige Schallfenster. Den Turmabschluss bildet ein roter Helm mit vier Eckpyramiden und einer kleinen achteckigen Laterne.
Das Langhaus hat vier Joche und wird von Tonnengewölben mit Stichkappen überspannt. Pilaster mit stuckierten Rocaillekapitellen und mit profilierten Gesimssegmenten für die Gewölbeauflager gliedern die Wände. Im ersten Joch befindet sich die Orgelempore, die von zwei runden Holzstützen getragen wird und eine Balusterbrüstung mit aufgesetztem Gitterwerk und geschweiften Rocaillen hat. Auf die Emporenrückwand ist unter anderem eine Erweiterung des Orgelprospektes aufgemalt um optisch eine grössere Orgel vorzutäuschen. Das dritte Joch ist querschiffartig mit flachen Seitenkapellen ausgebildet. Das vierte, kürzere Joch bildet mit diagonal gestellten Wandpfeilern einen breiten Bogen als den Übergang zum Chorraum. Dieser ist zweijochig und wird von einem Tonnengewölbe sowie im polygonalen Schluss von einer Halbkugel mit Stichkappen überspannt.
Die Stuckarbeiten sind zum grossen Teil um 1750 entstanden. Der Rocaillestuck mit Ornamenten des Rokoko umfasst unter anderem massive, geschweifte Kartuschen und feine Muschelwerkornamente. Er dient im Langhaus auch als Rahmen für die Freskenmedaillons, die 1904 entstanden sind. Die mittleren Deckengemälde des Langhauses zeigen je Joch von West nach Ost die Bekehrung des Paulus, Mariae Himmelfahrt, die Strahlenglorie mit der heiligen Dreifaltigkeit umgeben von Engelsköpfen und Christus mit den Jüngern am See Genezareth. Die Mittelkartusche im Chorraum umrahmt ein Fresko von Johann Danner aus Luzern mit der Darstellung von Christi Geburt.

## Ausstattung

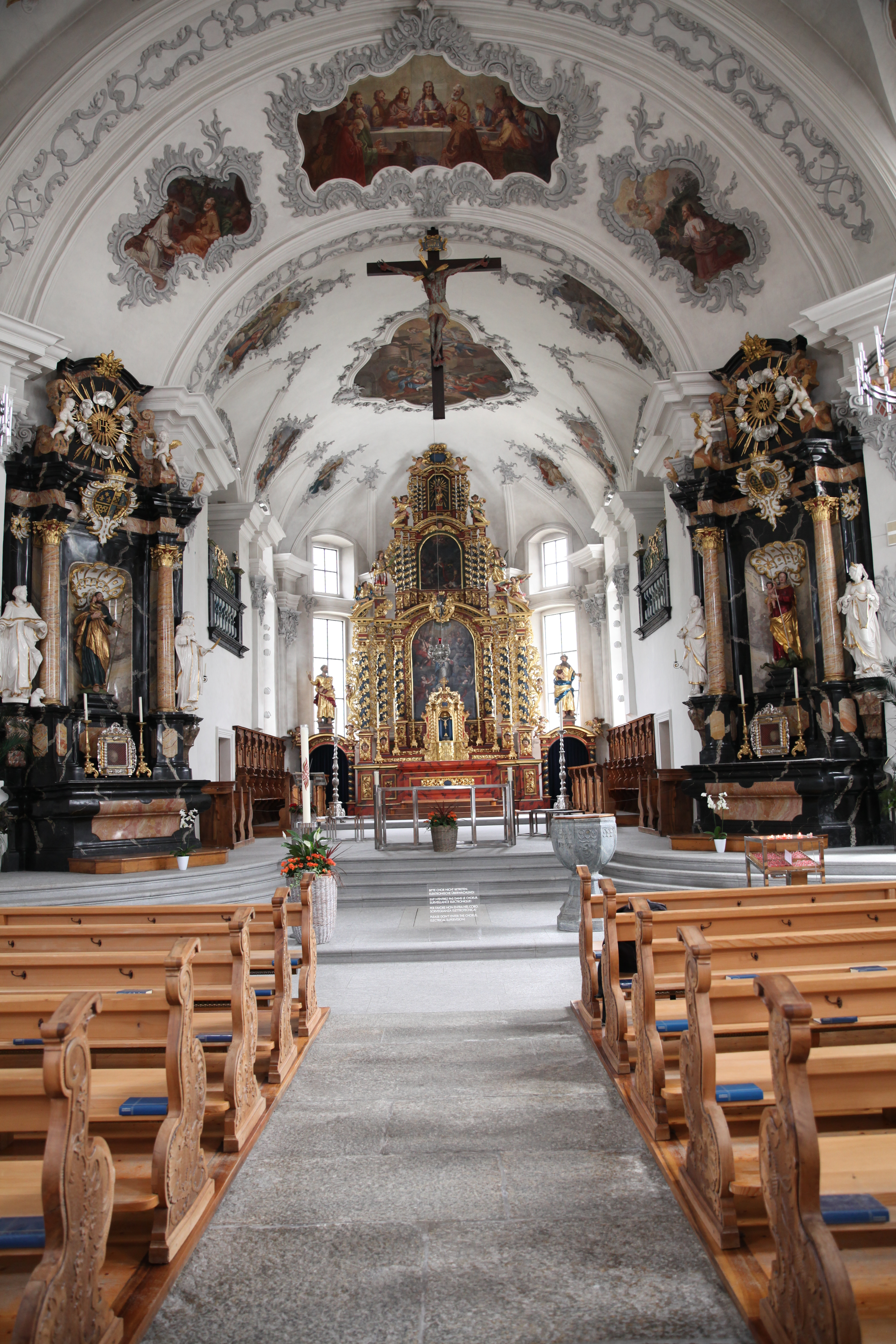
Chorraum

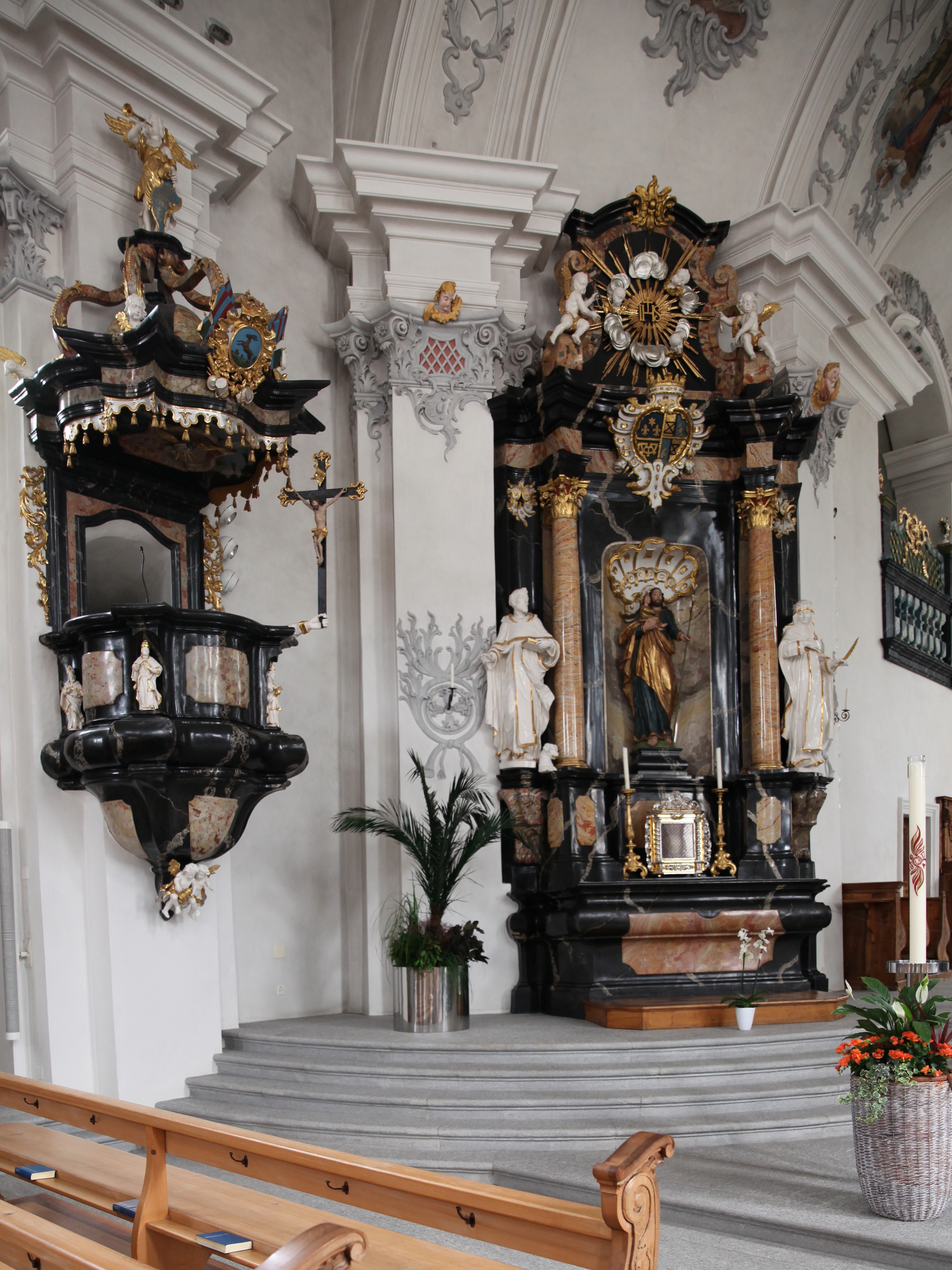
Kanzel und linker Seitenaltar

Der Hochaltar stammt aus dem Jahr 1716 und ist ein Werk des Walliser Bildhauers Johann Ritz und seines Sohnes Jodok. Auf der Mensa des Altars steht ein neobarocker Tabernakel von 1912. Der Altaraufsatz besteht aus je drei gewundenen, mit Akanthusranken verzierten Säulen mit Kapitellen. Auf den äusseren Säulen befinden sich Engelfiguren, auf den mittleren Figuren der Heiligen Felix und Regula. Die inneren Säulen tragen einen Segmentgiebel mit dem Wappen der Talschaft Urseren. Darüber sind zwei weitere, analog ausgebildete Geschosse vorhanden. Die Altargemälde schuf der Zuger Maler Johannes Brandenburg. Das Hauptbild stellt die Krönung Mariens durch die heilige Dreifaltigkeit dar. Darüber ist ein kleineres Altarblatt, das das Martyrium der heiligen Ursula zeigt. Im Auszug befindet sich eine Bildnische mit einer Figur der Immaculata. Rundbogige Durchgänge, auf denen lebensgrosse Figuren der Kirchenpatrone Petrus und Paulus stehen, flankieren den Hauptaltar.
Die Seitenaltäre stehen am Chorbogen und entstanden Mitte des 18. Jahrhunderts. Die Altaraufsätze bestehen aus Stuckmarmor verziert mit Rocailleornamenten. Zwei Säulen auf hohen Sockeln rahmen eine Mittelnische und tragen ein Gesims mit Urschner Familienwappen. Darüber befinden sich ein geschweifter Auszug mit Segmentgiebel, Strahlenkranz und Engeln. Auf den Mensen der Altäre stehen je ein barocker Kopfreliquiar mit Schädelfragmenten. Es sollen Reliquien der Zürcher Stadtpatrone Felix und Regula sein, die nach Einführung der Reformation nach Andermatt gebracht wurden. Der rechte Altar zeigt eine barocke Madonnenfigur, die aus dem Andermatter Fremdenspital stammt. Die seitlichen, weissen und golden gefassten Figuren sind der heilige Johannes und die heilige Veronika. Im linken Altar steht eine Statue des heiligen Josef. Die seitlichen Figuren sind der heilige Dominikus und die heilige Katharina von Siena.
Im Jahr 1876 wurden die Altäre in den Querschiffnischen aufgestellt. Der linke Altar zeigt in der Mittelnische eine Figur des Heiligen Antonius, ein Werk aus Jahr 1699. Seitlich stehen die Heiligen Antonius der Eremit und Magdalena. Der rechte Altar hat in der Mitte eine barocke Figur des Franz von Assisi, eingerahmt von den Heiligen Ignatius von Loyola (oder Karl Borromäus) und Franz Xaver (oder Julius).
Die Kanzel besteht aus einem achteckigen Korb mit geschweiften Kassettenfeldern und an den Ecken Statuen der Kirchenväter Athanasius, Basilius, Gregor und Hieronymus. An dem Gesims des Schalldeckels befindet sich das Wappen der Familie Regli. Darüber sind die Evangelistensymbole und ein Posaunenengel mit dem Prophetenwort «Ossa arida audite verbum Domini» (Ihr verdorrten Gebeine, höret des Herrn Wort; Buch Hesekiel (Ezechiel) – Kapitel 37 – Vers 4) auf dem Schild vorhanden.
Das Chorbogenkruzifix ist ein ausdrucksstarkes Werk des Arther Künstlers Johannes Zai aus dem Jahr 1694. Der Taufstein trägt die Jahreszahl 1582. Der steinerne Kelch ist mit Masswerkformen und dem Wappen der Talschaft Ursern verziert.

## Orgel

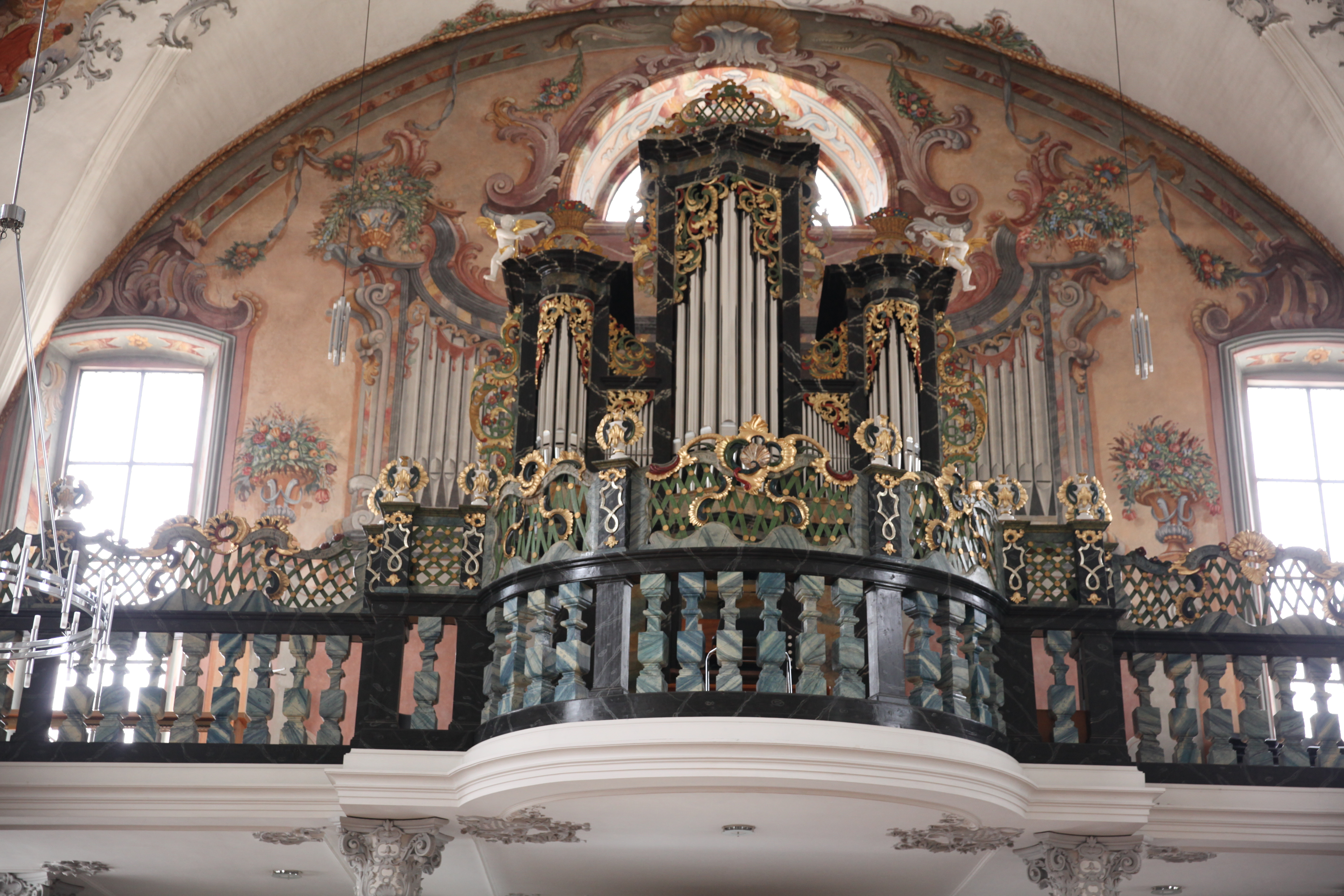
Orgel

Eine Orgel war schon zu Beginn des 17. Jahrhunderts vorhanden. 1694 stellte der Zuger Orgelbauer Joseph Bossart eine neue Orgel mit zehn Registern auf einem Manual und Pedal auf, die 1750 im Rahmen der Verlängerung des Kirchenschiffes gegen Westen versetzt wurde. 1756 folgte der Bau einer neuen Orgel oder der Umbau der bestehenden Orgel, vermutlich durch die Werkstatt von Bossart mit einer Erweiterung des Werkes auf 16 Register. Zehn Jahre später wurden nach einem Brand das Orgelgehäuse erneuert. 1831 wurde eine Revision und Reinigung durchgeführt. Im Jahr 1905 baute Kuhn aus Männedorf ein neues Instrument mit 17 Registern auf zwei Manualen und Pedal. Gehäuse und Prospekt von Bossart und einige Register aus der Vorgängerorgel wurden weiter verwendet. 1936 folgte eine Revision. Im Jahr 1996 stellte Mathis Orgelbau aus Näfels ein neues Instrument mit 22 Registern auf 2 Manualen und Pedal auf. Der alte, restaurierte Bossart-Prospekt von 1696 blieb erhalten.

## Glocken
Im Turm hängen sechs Glocken. Die älteste, die „Alte Glocke“, ist die zweitgrösste und wurde 1767 gegossen. Die jüngste, die Agathaglocke, ist die zweitkleinste und stammt aus dem Jahr 1993, die restlichen vier wurden Anfang des 20. Jahrhunderts angeschafft.
| Nr. | Name                     | Gewicht | Gussjahr | Giesser                    | Schlagton |
| --- | ------------------------ | ------- | -------- | -------------------------- | --------- |
| 1   | Albanglocke              | 3586 kg | 1904     | H. Rüetschi, Aarau         | b°        |
| 2   | Klaraglocke              |         | 1767     | Giovanni Antonio Peccorino | des′      |
| 3   | Marienglocke             | 1473 kg | 1904     | H. Rüetschi, Aarau         | es′       |
| 4   | Felix- und Regula-Glocke | 865 kg  | 1904     | H. Rüetschi, Aarau         | ges′      |
| 5   | Agathaglocke             | 420 kg  | 1993     | H. Rüetschi AG, Aarau      | b′        |
| 6   | Bernhardsglocke          | 193 kg  | 1904     | H. Rüetschi, Aarau         | es″       |